# Semisil·labari

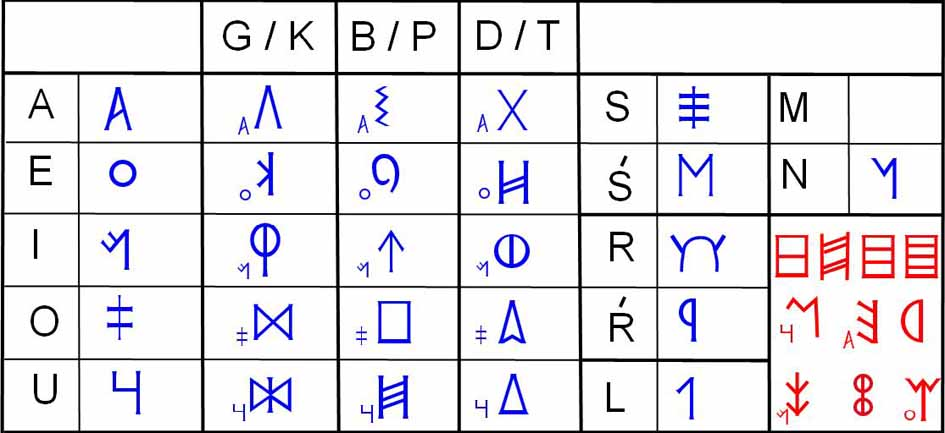
Una de les propostes de semisil·labari tartessi. Adaptat de Rodríguez Ramos 2000

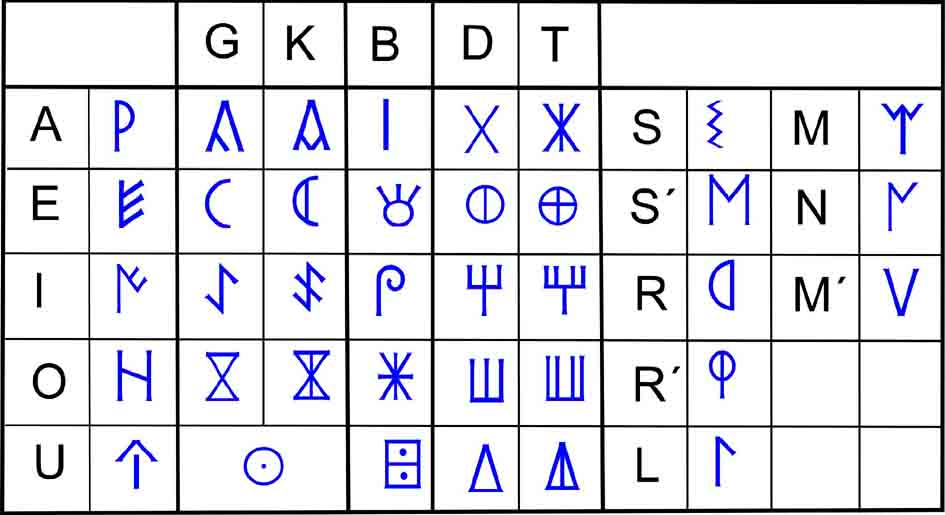
Un Semisil·labari ibèric nord-oriental dual. Adaptat de Ferrer i Jané 2005

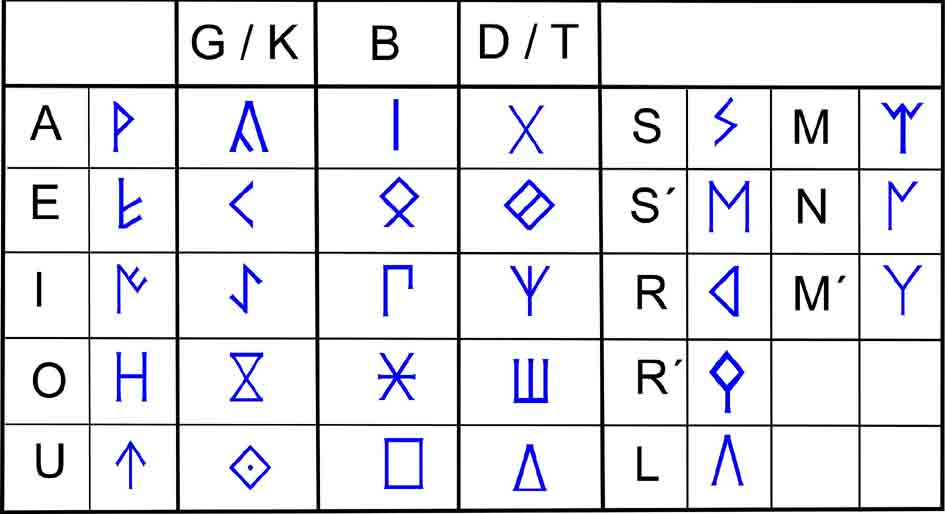
Un Semisil·labari ibèric nord-oriental no-dual

Un semisil·labari és un sistema d'escriptura mixta que combina característiques dels sil·labaris i dels alfabets, és a dir que presenta signes que representen síl·labes i signes que representen sons consonàntics i vocàlics.
La major part dels sistemes d'escriptura es poden classificar a grans trets en tres categories: logogràfics, en els quals cada signe representa un morfema com en l'escriptura xinesa, sil·làbics, en els quals cada signe representa una síl·laba com en l'escriptura sil·làbica japonesa, i alfabètics, en els quals cada signe representa un fonema. Al seu torn els alfabets es poden classificar segons com indiquen les vocals: alfabets complets, si indiquen les vocals igual que les consonants com en l'alfabet grec, abugides, si indiquen les vocals com a modificacions de les consonants com en devanagari, i abjads, si no indiquen les vocals com en l'escriptura àrab. En tot cas, les tres principals categories (logogràfica, sil·làbica i alfabètica) es poden trobar en diferents proporcions en qualsevol sistema d'escriptura, cosa que sovint dificulta classificar un determinat sistema en una sola categoria. A vegades s'usa el terme escriptura mixta per descriure els sistemes d'escriptura que no encaixen clarament en cap de les tres principals categories.
El terme semisil·labari ha estat tradicionalment aplicat als abugides, atès que en aquests sistemes d'escriptura els signes bàsics representen una consonant acompanyada per una vocal inherent, mentre que la resta de vocals s'indiquen mitjançant un diacrític afegit al signe consonàntic o mitjançant un canvi en la forma del signe consonàntic.
Però hi ha una família de sistemes d'escriptura desenvolupats a la península Ibèrica, com a mínim des de s. V aC, potser des del s. VII aC, que també es comporten com a semisil·labaris sense que es puguin considerar abugides: els semisil·labaris paleohispànics. Sobre el seu origen no hi ha consens: per alguns investigadors el seu origen està directament i única lligat a l'alfabet fenici, mentre que per d'altres en la seva creació també hi hauria influït l'alfabet grec. Els semisil·labaris paleohispànics comparteixen una característica tipològica distintiva: presenten alhora signes amb valor sil·làbic, per les oclusives, i signes amb valor alfabètic, per la resta de consonants i vocals. Els sil·labogrames representen una combinació diferent de consonant i vocal de forma que el signe que representa la combinació ga no s'assembla al signe que representa la combinació ge. Addicionalment, tot i que les escriptures paleohispàniques considerades més antigues, les del grup meridional (escriptura tartèssia i escriptura ibèrica sud-oriental) no distingeixen les oclusives sordes de les sonores, de forma que el signe que representa la combinació ga també representa la combinació ka, una de les variants de l'escriptura ibèrica nord-oriental, la més antiga d'acord amb els contextos arqueològics, permet diferenciar els sil·labogrames oclusius dentals i velars sords dels sonors amb un traç afegit de forma que la forma simple representa la sonora i la forma complexa la sorda. Finalment, l'escriptura tartèssica o sud-occidental presenta una característica distintiva, atès que els signes sil·làbics van seguits sempre per la vocal. Alguns investigadors consideren aquesta escriptura com un semisil·labari redundant, mentre que d'altres el consideren un alfabet redundant.
- Semisil·labari sud-occidental
- Semisil·labari ibèric sud-oriental
- Semisil·labari ibèric nord-oriental
- Semisil·labari celtibèric